# Association qatarienne de handball
L'Association qatarienne de handball est l'organisation nationale chargée de gérer et de promouvoir la pratique du handball au Qatar.
La fédération s'occupe:
- Équipe du Qatar masculine de handball
- Équipe du Qatar féminine de handball
- Championnat du Qatar masculin de handball
- Championnat du Qatar féminin de handball